# Ivan Mažuranić
Ivan Mažuranić (w literaturze polskiej występował w przeszłości jako Jan Mazuranicz; ur. 11 sierpnia 1814 w Novi Vinodolski, zm. 4 sierpnia 1890 w Zagrzebiu) – chorwacki poeta, językoznawca, polityk, przedstawiciel iliryzmu, jedna z najważniejszych postaci kultury chorwackiej połowy XIX wieku. Ban Chorwacji w latach 1873-1880. Portret Mažuranicia zdobi stukunowy banknot.

## Działalność polityczna
W okresie poprzedzającym Wiosnę Ludów Mažuranić zaangażował się w ruch iliryjski. Jego dziełem było m.in. opracowanie wielkiego słownika niemiecko-chorwackiego w roku 1842. Po Wiośnie Ludów poświęcił się działalności kulturalnej.
Ponownie zaangażował się w politykę w roku 1860, działając w utworzonej wówczas Partii Narodowej, która głosiła program jugosłowiański. W roku 1861, w momencie gdy zdominowany przez Partię Narodową sabor chorwacki odmówił współpracy z rządem wiedeńskim Mažuranić został powołany przez premiera Austrii Antona Schmerlinga na szefa utworzonej wówczas w Wiedniu Kancelarii Chorwackiej. Podjęcie tej współpracy oznaczało odejście od polityki partii i zaowocowało rozłamem w niej – Mažuranić utworzył Niezależną Partię Narodową, która prezentowała stanowisko proaustriackie i antywęgierskie, i widziała szansę na zrealizowanie postulatów chorwackich (m.in. dotyczących zjednoczenia z Dalmacją) w drodze współpracy z Wiedniem.
W kolejnych kilku latach partia Mažuranicia dzięki wsparciu Wiednia miała dominującą pozycję polityczną w Chorwacji. Nie zdołała ona jednak zdobyć szerszej sympatii społeczeństwa. Podjęcie przez powołanego w roku 1865 premiera Richarda Belcrediego rozmów z Węgrami były dużym ciosem dla Mažuranića, przekreślało bowiem jego nadzieje na traktowanie Chorwacji w Wiedniu na równi z Węgrami i na uzyskanie tą drogą odpowiednich koncesji dla Chorwacji. Jednocześnie jego partia poniosła porażkę w wyborach do saboru. Ostatecznie ugoda austriacko-węgierska spowodowała, iż Mažuranić odsunął się od polityki.
Powrócił do działalności politycznej w początku lat siedemdziesiątych. W latach 1872–1873 toczyły się rozmowy chorwacko-węgierskie w sprawie renegocjacji ugody z roku 1868, których jednym z efektów była nominacja Mažuranicia (na wniosek Partii Narodowej) na stanowisko bana Chorwacji. Stopniowo Mažuranić w coraz większym stopniu zdobywał wpływ na działalność Partii Narodowej oraz zmieniał jej kierunek ideologiczny – podejmował działania sprzeczne z kierunkiem jugosłowiańskim, np. pozamykał szkoły prawosławne w Chorwacji. W roku 1880 z Partii Narodowej wystąpiła grupa niezadowolonych działaczy, którzy opowiadali się za jugoslawizmem i powołali Niezależną Partię Narodową. W tym samym roku Mažuranić ustąpił ze stanowiska bana.

## Prace
- Njemačko-ilirski slovar (współautor: Josip Užarević, 1842)
- Osman (1844)
- Smrt Smail-age Čengića (1846)
- Hervati Magjarom (1848)
- Pjesme: 
  - Primorac Danici (1835)
  - Danici ilirskoj (1836)
  - Vjekovi Ilirije (1838)
  - Javor (1839 - 1840)
  - Peru (1840)
  - Iz dopune Osmana
  - Pozdrav Vinodolu (1830)